# Serafino Beconi
Serafino Beconi (Torre del Lago Puccini, 20 giugno 1925 – Viareggio, 27 febbraio 1997) è stato un pittore e scultore italiano.

## Biografia
1943-1944: non si presenta al richiamo delle armi della sua classe. Viene arrestato, fugge, si riconsegna ai carabinieri. In seguito ad un'amnistia viene arruolato nel corpo dell'aeronautica. La caserma viene presa dai tedeschi. Dopo diverse peripezie fugge e raggiunge Torre del Lago.
1945: entra nel CNL toscano e fa parte dei gruppi antifascisti locali. Si diploma come maestro e inizia a dipingere da autodidatta secondo lo stile della tradizione pittorica viareggina.
1947: partecipa alla prima mostra e vince il primo premio con Amore negro .
1951: viene eletto consigliere comunale alle amministrative del 10 giugno per la lista civica "La Pina". Prima personale alla Galleria Fratini, Viareggio. Conosce e frequenta il poeta Garibaldo Alessandrini. Sposa Ada Vettori il 22 ottobre.
1954: entra a far parte del "Centro Versiliese delle Arti", di cui divenne in seguito segretario, affiancando Carlo Carrà come presidente. Fondò l'Associazione artisti versiliesi nel 1980 e la rivista Sinopia nel 1990.

## Attività pittorica
Divenne noto per un ciclo di opere sull'eccidio di Sant'Anna, a cui lavorò diversi anni e che fu esposto a Viareggio nel 1964, a vent'anni dalla strage, e nel palazzo Ducale di Lucca nel 2014.
Una sua opera (Il muro bianco sul mare, 1965) figura nella collezione artistica della Banca Commerciale Italiana.
Diverse opere dell'artista sono ancora in possesso della famiglia.